# 15 avril dans les chemins de fer
15 mars 15 mai
Chronologies thématiques
- Croisades
- Sports
- Disney

Cette page concerne les événements qui se sont déroulés un 15 avril dans les chemins de fer.

## Événements

### XIXesiècle
- 1897 : en France, inauguration de la ligne de Bordeaux à Cadillac (Tramway de Bordeaux à Cadillac)

### XXesiècle
- 1999 : en Allemagne, présentation des nouvelles rames pendulaires ICE-T commandées par la compagnie nationale Deutsche Bahn et aptes à rouler à 230 km/h sur ligne classique.

## Décès
- 1912 : Charles Melville Hays, 55 ans, magnat du chemin de fer américain (° 16 mai 1856).